# Armory Show

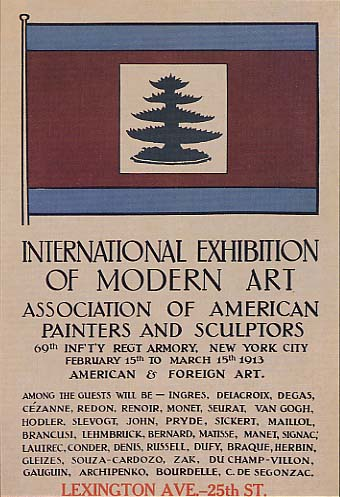
Armory Show poster

Expoziția de artă  Armory Show  din 1913, cunoscută și sub denumirea de  Expoziția Internațională de Artă Modernă, a fost o expoziție, sau un „spectacol-expoziție,” organizat de Asociația Pictorilor și Sculptorilor Americani în 1913.
A fost prima expoziție de artă de anvergură națională (cu trei mari orașe participante) și tot prima de calibru mondial a artei moderne organizate în America, precum și una dintre numeroasele expoziții care au avut loc în spațiile vaste ale Gărzii Naționale și ale variilor arsenale ale acesteia.
Expoziția celor trei orașe a început în clădirile 69th Regiment Armory din New York, pe Lexington Avenue, între străzile 25 și 26, și a ținut din 17 februarie până pe 15 martie 1913.
Expoziția a devenit apoi itinerantă, ajungând la Institutul de Artă din Chicago și apoi la The Copley Society of Art în Boston, statul Massachusetts unde, datorată lipsei de spațiu expozițional, toate lucrările artiștilor americani nu au fost expuse.
| “ | Originile spectacolului se află în apariția unor grupuri artistice progresiste și a expozițiilor independente la începutul secolului al XX-lea (cu precedente semnificative franceze), care au contestat idealurile estetice, politicile de excludere și autoritatea Academiei Naționale de Design, extinzându-se în același timp. oportunități de expoziție și vânzare, îmbunătățirea cunoștințelor publice și lărgirea audiențelor pentru arta contemporană. | ” |

The origins of the show lie in the emergence of progressive groups and independent exhibitions in the early 20th century (with significant French precedents), which challenged the aesthetic ideals, exclusionary policies, and authority of the National Academy of Design, while expanding exhibition and sales opportunities, enhancing public knowledge, and enlarging audiences for contemporary art.

## Istoric
Pe 14 decembrie 1911 a avut loc o întâlnire timpurie a ceea ce avea să devină Asociația Pictorilor și Sculptorilor Americani (AAPS - American Association of Paitners and Sculptors), care a fost organizată la Madison Gallery din New York City. Patru artiști s-au întâlnit pentru a discuta despre scena artei contemporane din Statele Unite și despre posibilitățile de a organiza expoziții de opere de artă, relativ contemporane timpurilor, ale artiștilor americani și străini în viață, favorizând lucrările ignorate sau respinse de expozițiile actuale. Întâlnirea a inclus pe Henry Fitch Taylor, Jerome Myers, Elmer Livingston MacRae și Walt Kuhn.

## Parterul și ale sale expoziții

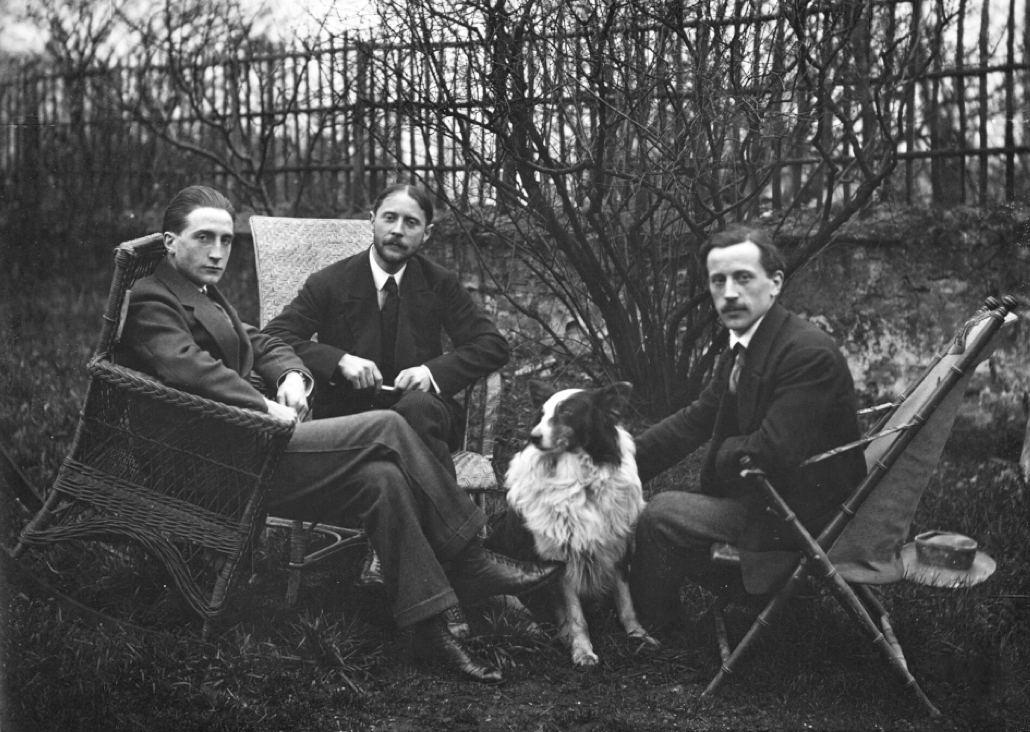
Marcel Duchamp, Jacques Villon, Raymond Duchamp-Villon și Pipe, câinele lui Villon, aflați în grădina studioului lui Villon, Puteaux, Franța, circa 1913. Toți cei trei frați au expus la Armory Show.

Lista de mai jos indică ceea ce conținea fiecare galerie:
- Galeria A — Sculptură și artă decorativă americană - American Sculpture and Decorative Art
- Galeria B — Picturi și sculpturi americane - American Paintings and Sculpture
- Galeriile C, D, E, F — Picturi americane - American Paintings
- Galeria G — Picturi și desene engleze, irlandeze și germane - English, Irish and German Paintings and Drawings
- Galeria H — Pictură și sculptură franceză - French Painting and Sculpture
- Galeria J — Picturi, acuarele, desene franceze - French Paintings, Water Colors and Drawings
- Galeria K — Acuarele, desene franceze și americane ...  - French and American Water Colors, Drawings, etc.
- Galeria L — Acuarele, desene americane ...  - American Water Colors, Drawings, etc.
- Galeria M — Picturi americane - American Paintings
- Galeria N — Picturi și sculpturi americane - American Paintings and Sculpture
- Galeria O — Picturi franceze – French Paintings
- Galeria P — Picturi franceze, engleze, neerlandeze și americane - French, English, Dutch and American Paintings
- Galeria Q — Picturi franceze - French Paintings
- Galeria R — Picturi franceze, engleze și elvețiene - French, English and Swiss Paintings

## Importanță, impact

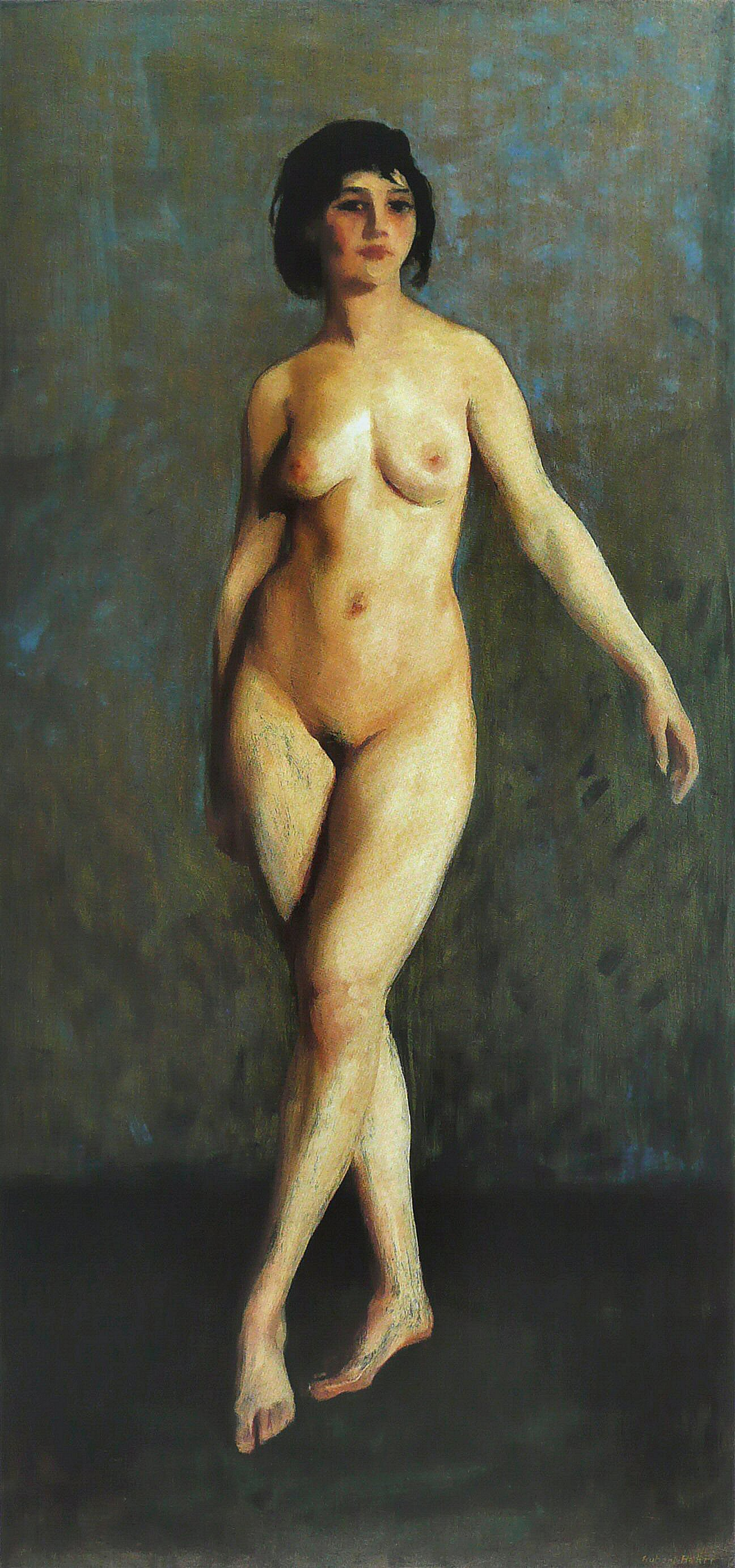
Robert Henri, Figure in Motion — Persoană în mișcare, 1913, Art Institute of Chicago

Expoziția originală a avut un succes copleșitor. Au existat mai multe expoziții care au fost sărbători ale moștenirii sale de-a lungul secolului al XX-lea.
În 1944, Muzeul de Artă Cincinnati a montat o versiune mai mică, în 1958 Colegiul Amherst a organizat o expoziție de 62 de lucrări, dintre care 41 erau în expoziția originală, iar în 1963 Munson-Williams-Proctor Arts Institute din Utica, New York a organizat „1913 Armory Show 50th Anniversary Exhibition” sponsorizat de Henry Street Settlement din New York, care a inclus peste 300 de lucrări.
Experiments in Art and Technology (E.A.T.) a fost lansat oficial de inginerii Billy Klüver și Fred Waldhauer și artiștii Robert Rauschenberg și Robert Whitman când au colaborat, în 1966, și au organizat împreună 9 Evenings: Theatre and Engineering, o serie de prezentări de artă spectacolului care a unit artiști și ingineri. Zece artiști au lucrat cu peste 30 de ingineri pentru a produce spectacole de artă care încorporează noi tehnologii. Spectacolele au avut loc în Armeria Regimentului 69, ca un omagiu adus spectacolului original și istoric, care avusese loc tot acolo.
În februarie 2009, Art Dealers Association of America (ADAA) și-a prezentat cel de-al 21-lea „ ADAA Art Show” anual în beneficiul organizației Henry Street Settlement, la Seventh Regiment Armory, situat între străzile 66 și 67 și Parc și Lexington Avenue din New York City. Expoziția a fost concepută ca un omagiu istoric adus spectacolului original Armory Show din 1913.
Începând cu o mică expoziție în 1994, până în 2001, The Armory Show, care acum are loc la Javits Center, a evoluat într-un „foarte distractiv” (conform, The New York Times) festival anual de arte contemporane cu o puternică înclinație comercială.

## Comemorarea centenarului expozițieArmory Show
Multe expoziții orgnizate în 2013 au sărbătorit 100 de ani de la Armory Show din 1913, precum și o serie de publicații, expoziții virtuale și programe.
Prima dintre aceste expoziții, „The New Spirit: American Art in the Armory Show, 1913,” a fost deschisă la Muzeul de Artă Montclair pe data de 17 februarie 2013, la exact o sută de ani de la deschiderea expoziției originare. O a doua expoziție a fost organizată de către New-York Historical Society și era intitulată „The Armory Show at 100,” având loc în perioada 18 octombrie 2013 până în 23 februarie 2014.
Curatorii de la Arhivele de artă americană ale Smithsonian-ului, care a împrumutat zeci de documente istorice atât Societății istorice din New York, cât și lui Muzeului se Artă Montclair, pentru realizarea de varii expoziții, au creat o cronologie online a evenimentelor, „1913 Armory Show: the Story in Primary Sources,” pentru a prezenta înregistrările și documentele create de organizatorii emisiunii.

## AlteArmory showsdupă 1913
- The "New" Armory Show
- Artkrush.com feature on the 2006 Armory Show (March, 2006) Arhivat în 16 septembrie 2019, la Wayback Machine.
- 2010 Armory Show
- Swann Galleries – The Armory Show at 100 – Exhibition through November 5, 2013
- Armory Show 2014: List of exhibiting galleries